# Міст тайсько-лаоської дружби
Міст тайсько-лаоської дружби (тай. สะพานมิตรภาพ ไทย-ลาว แห่งที่ 1, лаос. ຂົວມິດຕະພາບ ລາວ-ໄທ ແຫ່ງທຳອິດ) — суміщений автомобільно-залізничний міст через річку Меконг на кордоні Лаосу й Таїланду. Пов'язує місто Нонгкхай і столицю Лаосу В'єнтьян. Є частиною Міжнародної азійської мережі AH12. Це перший міст у нижній течії річки Меконг.

## Історія
До будівництва моста транспортне сполучення здійснювалося поромом. Загальна вартість будівництва становила близько 30 млн доларів США, виділених австралійським урядом. Будівництво вели австралійські компанії. Міст відкрито для руху 8 квітня 1994 року.

## Конструкція
Загальна довжина моста становить 1170 м. Пролітна будова являє собою балку коробчатого перетину з переднапруженого залізобетону. На мосту дві смуги шириною по 3,5 м для руху автомобілів і одна метрова залізнична колія, розташована в центрі проїзної частини. Також передбачені два пішохідних тротуари шириною по 1,5 м з кожного боку моста. Тротуари відокремлені від проїзної частини масивними залізобетонними блоками. Поруччя на мості простої форми. Рух пішоходів і велосипедистів по мосту заборонено — для перетину кордону необхідно користуватися безплатними автобусами. Через те, що в Таїланді лівосторонній рух, а в Лаосі — правосторонній, на лаоському боці моста перед перетином прикордонного поста обладнано регульований світлофорами перехід на інший бік дороги.

## Залізничний рух
Залізнична лінія, що проходить по мосту, пов'язує станції Нонгкхай (Таїланд) і Тханаленг (Лаос). Угоду про будівництво лінії до станції Тханаленг, розташованої за 3,5 км від моста, уряди Таїланду і Лаосу підписали 20 березня 2004 року. Тайський уряд погодився фінансувати лінії на основі поєднання субсидій і позик. Будівництво почалося 19 січня 2007 року. 5 березня 2009 принцеса Таїланду Маха Чакрі Сіріндхорн, прем'єр-міністр Таїланду Апхісіт Ветчачива і віцепрезидент Лаосу Буннянг Ворачіт взяли участь у церемонії відкриття залізничної лінії.

Щодня передбачено дві пари поїздів. Під час проїзду поїзда автомобільний рух на мосту перекривається.

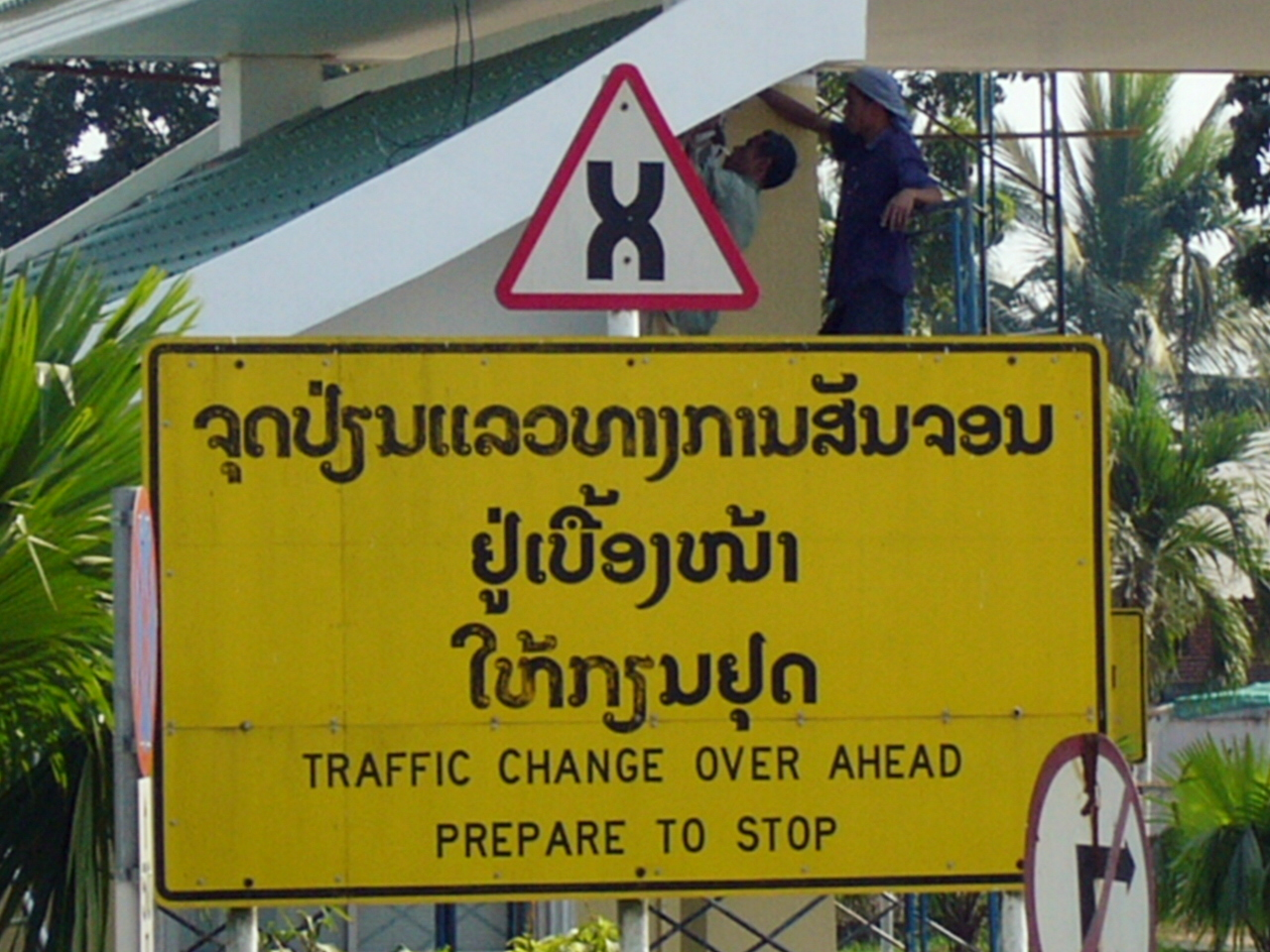
Повідомлення про зміну боку руху
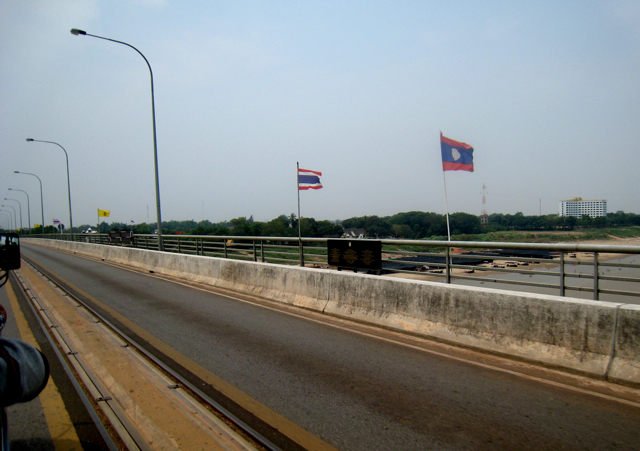
Проїзна частина мосту